# 日本映像ソフト協会
一般社団法人日本映像ソフト協会（にほんえいぞうソフトきょうかい、英: Japan Video Software Association、略称:JVA）は、日本のビデオソフトメーカー各社が加盟する一般社団法人。

## 沿革
- 1971年7月21日 - 任意団体日本ビデオ協会として設立。
- 1978年3月31日 - 社団法人に移行（名称は社団法人日本ビデオ協会）。
- 1996年7月5日 - 社団法人日本映像ソフト協会に名称を変更。
- 2011年4月1日 - 一般社団法人に移行。現名称となる。
- 2016年 - 日本コンパクトディスク・ビデオレンタル商業組合（CDVJ）と共同で「ビデオの日」（11月3日）を制定[1]。

## ビデオレンタルシステム
個人向けレンタルビデオ業務について、邦画を中心としたビデオソフトメーカー10社（エイベックス・ピクチャーズ、NBCユニバーサル・エンターテイメントジャパン、KADOKAWA、キングレコード、松竹、東映ビデオ、東宝、日活、バップ、ポニーキャニオン）と頒布権行使委託契約を結び、また、メーカー以外の権利者（日本文藝家協会、日本脚本家連盟、日本シナリオ作家協会、日本音楽著作権協会）との権利処理も行っており、レンタル事業者はJVAと契約することにより、レンタル向けの許諾を一括して受けることができる。

## 主張
2008年（平成20年）6月17日に発表した「私的録画問題に関する当協会の基本的考え方について」では、放送からの録画のうち、特にアニメーション番組に関しては、「放送からの録画によるパッケージビジネスに与える影響は大きいし、仮に直接的な売上げ減がなくても、私的録画補償金が必要」との考えを明らかにした。

## 役員
| 役名   | 氏名     | 所属 |
| ------ | -------- | --- |
| 会長   | 後藤健郎 | 一般社団法人コンテンツ海外流通促進機構 代表理事 |
| 副会長 | 村上潔   | キングレコード株式会社 代表取締役社長 |
| 理事   | 有吉伸人 | 株式会社NHKエンタープライズ 代表取締役社長 |
| 理事   | 井上倫明 | ウォルト・ディズニー・ジャパン株式会社 エグゼクティブディレクター |
| 理事   | 大田圭二 | 東宝株式会社 常務執行役員 |
| 理事   | 金子保之 | 東映ビデオ株式会社 代表取締役社長 |
| 理事   | 河野聡   | 株式会社バンダイナムコフィルムワークス 取締役副社長 |
| 理事   | 佐藤直樹 | 日活株式会社 代表取締役社長 執行役員 |
| 理事   | 菅根周一 | 株式会社ソニー・ミュージックエンタティンメント 経営企画グループゼネラルプロデューサー 株式会社ソニー・ミュージックソリューションズセールス&マーケティングカンパニー ゼネラルマネーシャー |
| 理事   | 前野展啓 | エイベックス・ピクチャーズ株式会社 取締役 |
| 理事   | 山川洋平 | 株式会社バップ 代表取締役社長執行役員 |
| 理事   | 山下直久 | 株式会社KADOKAWA 取締役 代表執行役 |
| 監事   | 前田哲男 | 染井・前田・中川法律事務所 弁護士 |

## 会員
2025年6月現在。

### 正会員
- アスミック・エース
- ウォルト・ディズニー・ジャパン
- エイベックス・ピクチャーズ
- NHKエンタープライズ
- KADOKAWA
- キングレコード
- 小学館
- 松竹
- ソニー・ミュージックエンタテインメント
- TCエンタテインメント
- 東映ビデオ
- 東宝
- 東宝東和
- 日活
- バップ
- ハピネット・メディアマーケティング
- バンダイナムコフィルムワークス
- ポニーキャニオン
- ユニバーサルミュージック
- ワーナー ブラザース ジャパン

### 協賛会員
- アニプレックス
- 一九堂印刷所
- エイベックス・ミュージック・クリエイティヴ
- 金羊社
- クープ
- ジーエフケー・インサイト・ジャパン
- ジャパン・ディストリビューションシステム
- ソニーPCL
- SBSロジコム
- 博報堂DYミュージック&ピクチャーズ
- メモリーテック